# Украинская революция
Украинская революция (укр. Українська революція), Украинская национально-демократическая революция (Українська національно-демократична революція), Первая освободительная борьба (укр. Перші визвольні змагання) — используемое преимущественно в современной украинской историографии наименование ряда событий, происходивших в 1917—1921 гг. на территории современной Украины, которые интерпретируются в первую очередь как революционная национально-освободительная и социальная борьба украинского народа за своё политическое самоопределение и учреждение государственности. Советская историография рассматривала революцию в России как единый целостный процесс, признавая при этом наличие специфических особенностей на различных территориях бывшей Российской империи.
Концепция «Украинской революции» сформировалась в 1920-е гг. в украинской эмигрантской среде, была поддержана рядом западных историков и получила широкое распространение в украинской историографии после распада СССР и обретения Украиной независимости в 1991 году.

## Возникновение и развитие концепции Украинской революции
Интерпретация происходивших на территории Украины событий, связанных с революциями 1917 года и Гражданской войной, основывающаяся на подчёркивании национальных интересов украинского народа как имевших основополагающее значение в историческом процессе того времени, сформировалась уже в 1920-е годы в украинских эмигрантских кругах — в первую очередь, в мемуарах самих участников революционных событий, которые, естественно, не могли быть беспристрастными в оценке самих событий и своей роли. В основу представленной ими концепции была положена трактовка происходивших событий как исключительно национальной революции, главной целью которой должно было стать возрождение национального и независимого украинского государства.
Как пишет современный украинский историк В. Солдатенко, термин «Украинская революция» появился в политических документах революционных лет уже весной 1917 года и в дальнейшем получил широкое распространение, в том числе и в работах украинских политических деятелей, занявшихся в эмиграции «историческим анализом попытки реализации своих планов и программ» (В. Винниченко, П. Христюк, Н. Шаповал, Д. Дорошенко, И. Мазепа). Солдатенко признаёт, что, пытаясь противостоять официальной советской историографии, «украинские историки и публицисты в диаспоре далеко не всегда удерживались на позициях объективности и всё больше впадали в крайности, субъективизм, что, естественно, не умножало научности их трудов, делало их уязвимыми и малопривлекательными».
Советская историография, в отличие от эмигрантских авторов, рассматривала революцию в России как единый целостный процесс, характер которого определялся не особенностями, которые она принимала в отдельных регионах, а исключительно общими закономерностями. Те явления и события на Украине, которые не вписывались в общепринятую социальную схему развития революционного процесса в России, характеризовались как контрреволюционные и буржуазно-националистические.
Резкий подъём интереса к концепции Украинской национально-демократической революции (по выражению Солдатенко, речь идёт о «своеобразном публикаторском и исследовательском буме») был связан с перестройкой и последовавшим распадом СССР и созданием самостоятельного украинского государства. В научный оборот был вовлечён огромный массив материалов, имеющих отношение к деятельности национальных партий и организаций, органов государственного управления 1917—1921 гг. (Центральной рады, Директории), мемуары и работы лидеров украинского национального движения — М. Грушевского, В. Винниченко, С. Петлюры, Д. Дорошенко, И. Мазепы, Н. Шаповала и др. Исследования этого периода поощрялись государственными, идеологическими институтами Украины. Как результат, на протяжении 1991—2006 годов, по словам Солдатенко, было защищено около 250 докторских и кандидатских диссертаций по различным аспектам «Украинской революции». Востребованность подобных исследований сами украинские авторы объясняют тем, что «украинская историография в целом и её составная часть — историография Украинской революции, в частности — представляют собой активный фактор воспитания национального сознания».

## Содержание концепции
«Украинская революция» рассматривается в работах современных украинских историков как самобытное и самодостаточное историческое явление, связанное, в первую очередь, с попытками реализации украинской нацией своего права на политическое самоопределение, как явление, характеризующееся тесным переплетением социальных и национальных факторов и не сводящееся к одному лишь национальному освобождению. «Украинская революция» как феномен была тесно связана с Первой мировой войной, революционными изменениями в России и, одновременно, с масштабными событиями, происходившими в Центральной и Восточной Европе. Главной причиной революции считается нерешённый национальный вопрос в сочетании с глубоким общенациональным недовольством и различными формами эксплуатации. По своему характеру революция определяется как национально-демократическая, органически сочетавшая решение задач национального возрождения и создания национальной государственности с необходимостью глубоких социальных изменений в интересах широких украинских масс. Социальной базой революции считаются широкие слои населения, прежде всего крестьянство и национальная интеллигенция.
«Украинская революция» ставила своей целью закрепление полномасштабных демократических преобразований, а в долгосрочной перспективе — построение демократической республики (по М. Грушевскому — «народоправства»). Украинское национальное движение («украинство»), по мысли сторонников данной концепции, «влилось могучим потоком в общий процесс демократических преобразований» в бывшей Российской империи, осуществляя весомый вклад в необратимость начатого переустройства общества. Идеалом национально-государственных устремлений виделась широкая национально-территориальная автономия (течение «самостийников», требующее немедленного создания независимой государственности, во главе с Н. Михновским, сколько-нибудь заметным влиянием не пользовалось).
Согласно концепции «Украинской революции», толчком к её началу стала Февральская революция в Российской империи. В период 1917—1921 годов на территории Украины существовал ряд национально-государственных образований, а именно: Украинская Народная Республика (УНР), Украинская держава, Западно-Украинская Народная Республика (ЗУНР). Вследствие внутренних конфликтов, а также внешней военной агрессии Украина отстоять свою независимость не смогла; большая часть территории УНР вошла в состав УССР, тогда как земли ЗУНР и Закарпатья оказались разделены между Польшей, Румынией и Чехословакией. Таким образом, Украинская национально-демократическая революция завершилась поражением. На территории УССР победили начатые большевиками процессы социального переустройства общества, в которых национальным аспектам отводилась второстепенная роль. Однако, не достигнув своей основной цели, Украинская революция начала процесс формирования современной политической нации, возродила традицию государственности.

## Восприятие теории мировой исторической наукой
После обретения Украиной независимости в 1991 году в результате распада СССР данная концепция стала приоритетной в среде украинских историков. Так, по мнению историка Я.Грицака, автономность характера украинской революции обосновывается следующим образом:
- Революция на Украине не может рассматриваться как часть российской революции, так как она затрагивала земли, не входившие в состав Российской империи;
- Украинская революция имела иную политическую программу;
- Включение Украинской революции в международный контекст позволяет расширить рассматриваемый временной диапазон с 1917—1921 до 1914—1923 — периода глобальных перемен в Центральной и Восточной Европе[31].

В западной историографии также существует точка зрения, совпадающая с доминирующей концепцией украинской историографии. Высказывается также мнение, что происходившие на Украине революционные процессы являлись результатом и отчасти побочным продуктом германских и австрийских планов «революционизирования (инсургенизации) России», осуществлявшихся в ходе Первой мировой войны.
Ряд украинских историков считают, что Украинскую революцию нельзя познать в отрыве от изучения революционных процессов, происходивших в это же время в центрах Российской империи.

## Периодизация Украинской революции
По мнению историка В. Солдатенко, Украинскую революцию можно разделить на две главные затяжные волны:
- эпоха Центральной рады (март 1917 года — 29 апреля 1918 года);
- победа антигетманского восстания под руководством Директории УНР (14 декабря 1918 года) — конец 1920 года;

между которыми имел место период контрреволюционного наступления, олицетворяемый гетманом П. Скоропадским и его диктаторским режимом (29 апреля — 14 декабря 1918 года).

## Основные события

### Февральская революция. Формирование Центральной Рады

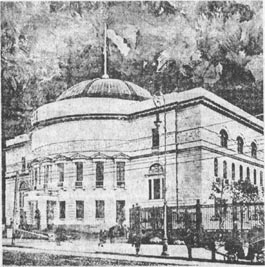
Здание Центральной Рады (1918)

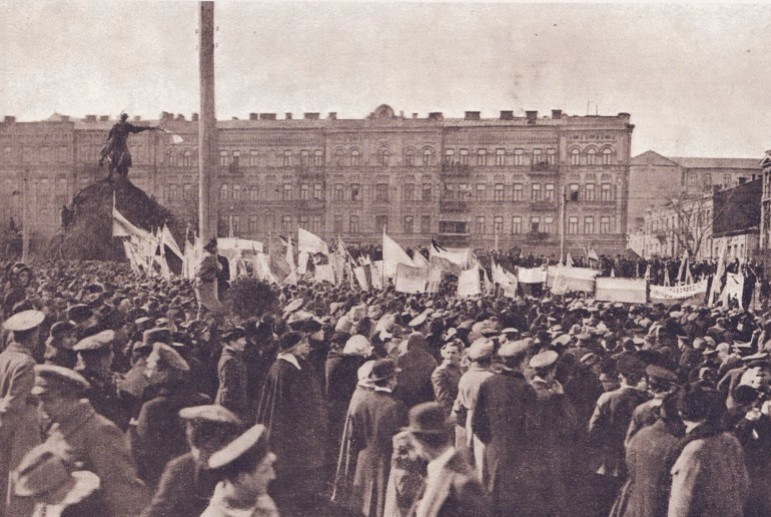
Массовый митинг на Софийской площади в Киеве 19 марта 1917 года

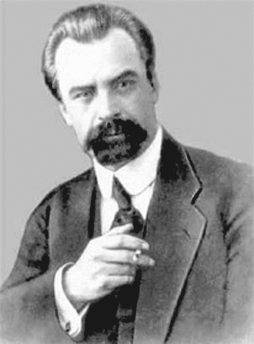
Владимир Винниченко

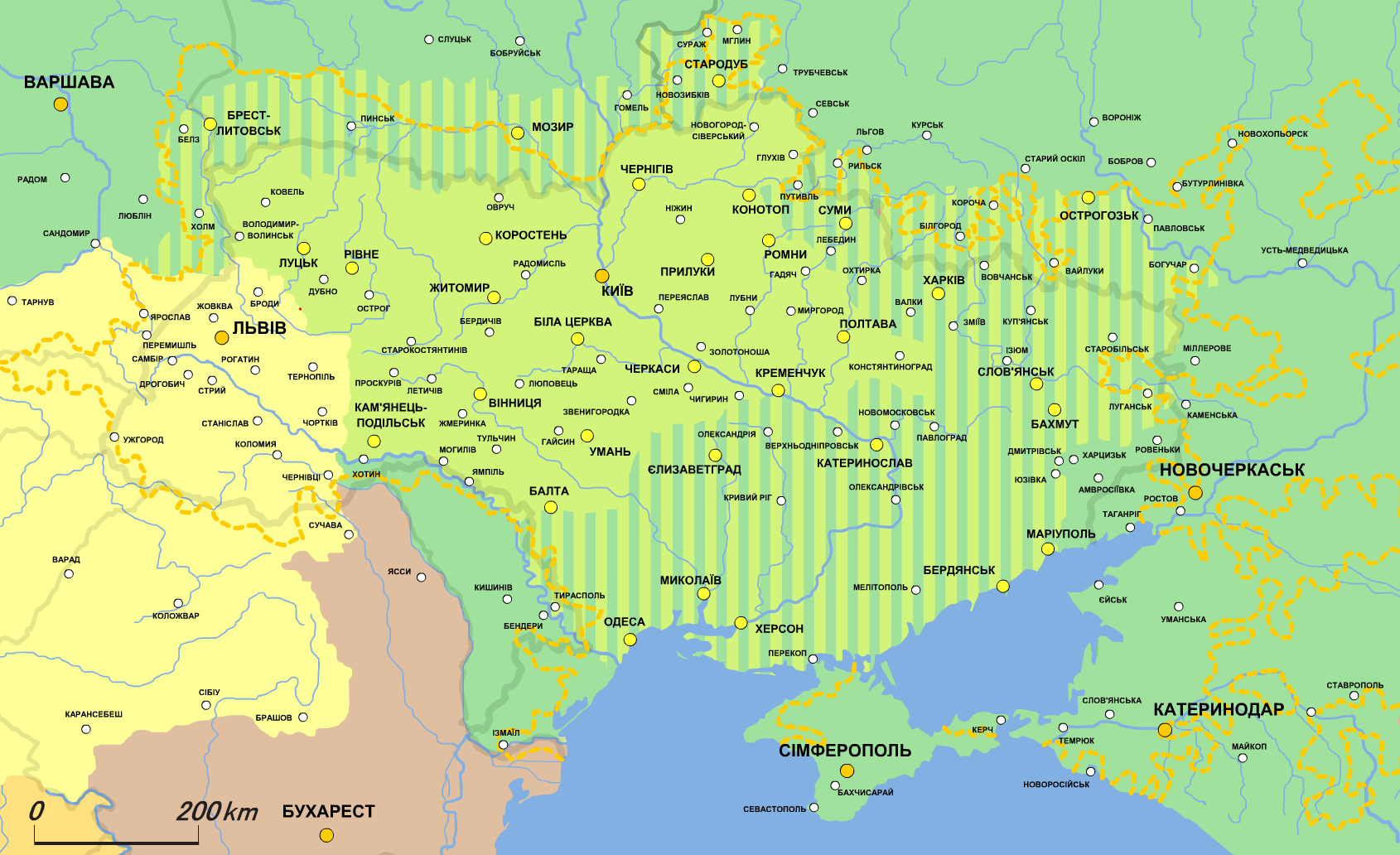
Украинская автономия, признанная Временным правительством России
Территориальные претензии Центральной рады
Этнические границы проживания украинцев
Российская республика
Австро-Венгерская империя
Румынское королевство
Сербия

- Март 1917 — ликвидация на территории Украины органов царской администрации, переход исполнительной власти к назначенным Временным правительством губернским и уездным комиссарам, создание Украинской Центральной рады (УЦР), формирование Советов рабочих и солдатских депутатов.
- Апрель 1917 — Всеукраинский национальный съезд, избрание нового состава и руководства УЦР.
- Май 1917 — выдвижение требований национально-территориальной автономии Украины, начало деятельности по формированию украинской национальной армии. Первые переговоры представителей УЦР с Временным правительством.
- Июнь 1917 — обнародование Первого Универсала УЦР о провозглашении национально-территориальной автономии Украины, создание Генерального секретариата — исполнительного органа Рады под руководством В. Винниченко.
- Июль 1917 — переговоры УЦР с делегацией Временного правительства, признание Временным правительством Генерального секретариата как высшего распорядительного органа Украины, согласие Временного правительства на разработку Радой проекта национально-политического статута Украины. Провозглашение Второго Универсала. Мятеж полуботковцев.
- Август 1917 — Временное правительство отвергает разработанный УЦР проект Статута Генерального секретариата и заменяет его на «Временную инструкцию Генеральному секретариату», согласно которой Генеральный секретариат рассматривается как местный орган Временного правительства, его правомочность распространяется лишь на пять из девяти украинских губерний, полномочия урезаются. Происходят столкновения войск, лояльных Временному правительству, с украинизированными войсками.

### Октябрьская революция. Создание Украинской Народной Республики. Провозглашение независимости Украины

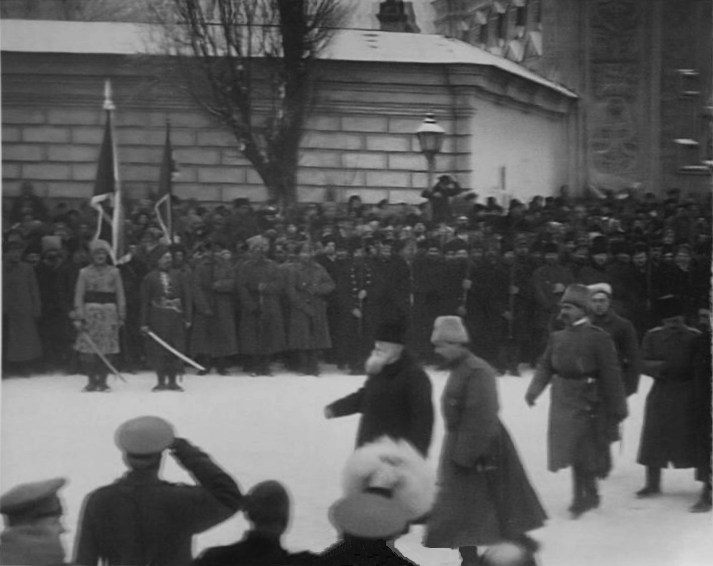
Михаил Грушевский на военном параде в Киеве

- Ноябрь 1917 — Большевистское вооружённое восстание в Петрограде. УЦР осуждает восстание, не признаёт Совнарком РСФСР и объявляет Генеральный секретариат высшим исполнительным органом власти на Украине. Провозглашение Третьего Универсала о создании Украинской Народной Республики в федеративной связи с Российской республикой, национализации земли, введении 8-часового рабочего дня, установлении государственного контроля над производством, расширении местного самоуправления, обеспечении свободы слова, печати, веры, собраний, союзов, забастовок, неприкосновенности личности и жилища, отмене смертной казни. В состав УНР включены территории, большинство населения которых составляют украинцы: Киевская, Волынская, Подольская, Херсонская, Черниговская, Полтавская, Харьковская, Екатеринославская губернии и Северная Таврия (без Крыма). Заявлено о возможных территориальных претензиях на части Курской, Холмской, Воронежской и соседствующих губерний и областей с большинством украинского населения. Украина в одностороннем порядке выводит войска Юго-Западного и Румынского фронтов бывшей Русской армии из подчинения Ставке и объединяет их в самостоятельный Украинский фронт Действующей армии УНР.
- Декабрь 1917 — Части, лояльные Центральной раде, подавляют попытку вооружённого переворота в Киеве. Большевизированные части киевского гарнизона разоружаются и высылаются за пределы УНР. Генеральный секретариат приказывает разрозненным украинизированным частям, находящимся за пределами Украины, передислоцироваться на территорию УНР. Совнарком РСФСР требует от УЦР пропустить через свою территорию советские войска, направляющиеся на Дон для борьбы с Донским войсковым правительством атамана Каледина, и прекратить разоружение советских частей. Генеральный секретариат отвечает отказом, а Всеукраинский съезд Советов, собравшийся в Киеве, поддерживает действия УЦР. Депутаты съезда от большевистской партии покидают Киев и перебираются в Харьков. СНК РСФСР образует Южный революционный фронт по борьбе с контрреволюцией под командованием В. А. Антонова-Овсеенко. В Харьков из России прибывают эшелоны с советскими войсками и красногвардейцами. Здесь организуется проведение альтернативного Всеукраинского съезда Советов, который провозглашает Украинскую народную республику Советов рабочих, крестьянских, солдатских и казачьих депутатов и избирает Центральный исполнительный комитет Всеукраинской рады рабочих, солдатских и крестьянских депутатов УНР (ВУЦИК), который, в свою очередь, создаёт советское правительство — Народный секретариат.
- Январь 1918 — Советские войска из района Харькова начинают наступление на Донбасс, Область Войска Донского, а впоследствии — на Киев. Центральная рада и Генеральный секретариат предпринимают попытки формирования армии УНР. Центральная рада провозглашает независимость УНР (Четвертый Универсал). В Киеве подавлено вооружённое выступление отдельных частей городского гарнизона и рабочих завода «Арсенал» против Центральной рады. В связи с продолжающимся наступлением советских войск члены Малой Рады и Рады народных министров вынуждены перебраться из Киева в Житомир, а оттуда — в Сарны (Полесье), к германско-украинскому фронту. Киев переходит в руки советских войск, несколько тысяч жителей становятся жертвами «красного террора». Практически на всей территории Украины установлена советская власть, провозглашены советские республики — Донецко-Криворожская и Одесская. Советское правительство Украины — Народный секретариат переезжает в Киев. Правительство УНР контролирует лишь часть территории Волыни.

### Брестский мир. Ввод германо-австрийских войск. Разгон УЦР

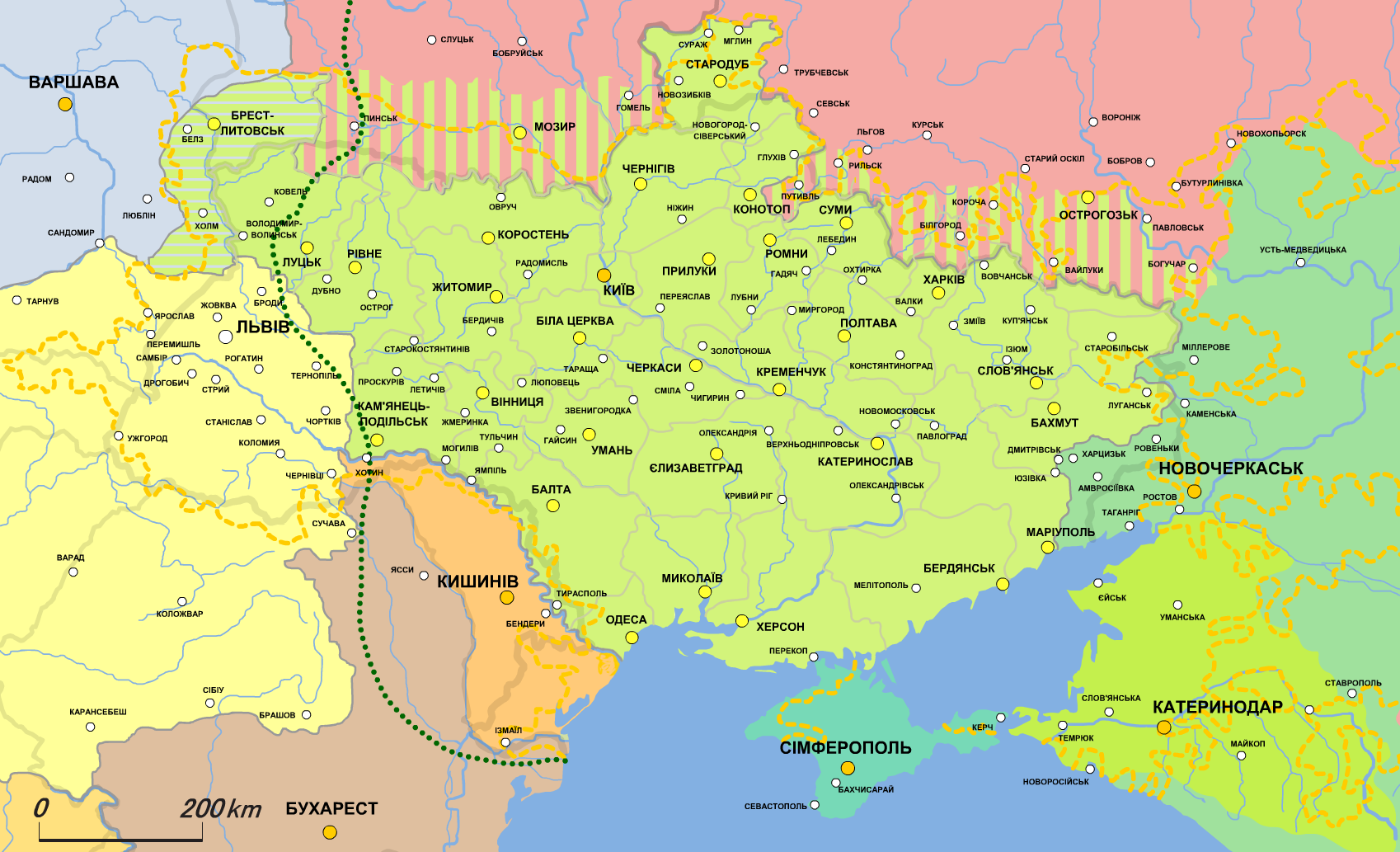
Украинская Народная Республика, признанная Центральными державами
Границы УНР по договору
Спорные территории
Границы проживания украинцев
Границы продвижения немцев осенью 1917
Подляшье, переданное УНР
Советская Россия
Донское краевое правительство
Кубанское краевое правительство
Крымско-татарское правительство
Австро-Венгерская империя
Польский регентский совет
Румынское королевство
Молдавская народная республика
Сербия

- Февраль 1918 — подписание сепаратного Брестского мира между УНР и Центральными державами. По соглашению с правительством УНР на территорию Украины вводятся германские и австрийские войска.
- Март 1918 — правительство и Центральная рада возвращаются в Киев. Российские советские войска выводятся с территории УНР, украинские советские государственные органы также эвакуируются на территорию РСФСР и впоследствии расформировываются.
- Апрель 1918 — окончательное установление контроля оккупационных сил над всей территорией Украины. 29 апреля в результате государственного переворота к власти приходит поддержанный крупными землевладельцами и бывшими военными гетман П. Скоропадский. Украинская Центральная рада прекращает существование.

### Государственный переворот. Украинская держава

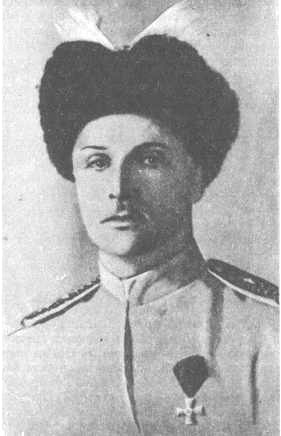
Павел Скоропадский

В результате государственного переворота 29-30 апреля 1918 года на Украине на смену парламентской демократии пришёл авторитарный режим. Гетман обладал обширными полномочиями - он назначал атамана (председателя) Рады Министров, утверждал состав правительства и отправлял его в отставку, выступал высшим должностным лицом во внешнеполитических делах, верховным военачальником, имел право объявлять амнистию, а также военное или особое положение. 
Историки Радченко и Семененко пишут, что гетманская власть была призвана погасить революционный пожар силой власти и умеренными реформами, восстановить стабильность и обеспечить восстановление права частной собственности как фундамента культуры и цивилизации. Однако консервативный поворот не мог стать решающим фактором государственной власти в раздираемом противоречиями, деформированном украинском обществе. В начале XX века корневых консервативных национальных ценностей на Украине практически уже не существовало, а те, которые были, представляли собой этнографический декор и архаику.

#### Внутренняя политика гетманского правительства
Первыми указами гетмана было отменено действие законов Центральной рады и российского Временного правительства, ликвидировались должности губернских и уездных комиссаров, вместо которых вводились должности губернских и уездных старост. К власти на местах пришли консервативные силы: землевладельцы, старые земские деятели, военные.
Начав наступление на революционную демократию, гетман запретил проведение съезда представителей городов, съездов УПСР, УСДРП, а также крестьянского и рабочего съездов. В мае был остановлен выпуск ряда революционно-демократических изданий, а те, что продолжали выходить, попали под пресс цензуры.
Опираясь на землевладельческие и предпринимательские круги, а также правые консервативные политические силы, гетман проводил соответствующую внутреннюю политику. Объявив о восстановлении права частной собственности, гетманское правительство создало правовые основания для возвращения земли и имущества помещикам.
Указами Министерства труда значительно ограничивались функции профсоюзов, им запрещалось вмешиваться в действия администрации, касающиеся вопросов найма и увольнения рабочих, финансирования, экономической деятельности.
Гетманское правительство приложило немало усилий для укрепления денежной системы. Был создан Украинский государственный банк, а также Государственный земельный банк.
Правительством были предприняты шаги для возрождения украинской культуры и духовности. Так, были образованы национальная низшая начальная школа и национальная высшая начальная школа. По всей стране было открыто около 100 новых украинских гимназий. В Киеве и Каменце-Подольском были созданы украинские государственные университеты. 20 июня — 11 июля в Киеве прошёл Всеукраинский церковный собор, на котором был рассмотрен вопрос об автокефалии украинской церкви. В ноябре была открыта Украинская академия наук, первым президентом которой стал известный учёный В. Вернадский.
Кроме того, гетманское правительство провело судебную реформу, разработало и утвердило план организации украинской армии, предприняло попытку возродить казацкое сословие.

#### Внешняя политика гетманского правительства
Во внешней политике гетманское правительство продолжило курс, начатый правительством УНР. Отношения Украинской державы с Центральными державами регулировал Брестский мирный договор. С РСФСР Украинская держава 12 июня заключила предварительное мирное соглашение, по которому между двумя государствами до завершения мирных переговоров прекращались военные действия. Между Украинской державой и Всевеликим Войском Донским 7 августа было подписано предварительное соглашение, которым устанавливались границы между государствами, а 8 августа подписан договор об урегулировании взаимных отношений. В отношении Крыма с середины августа гетманское правительство применило экономическую блокаду. Через месяц правительство генерала Сулькевича сообщило, что согласно начать переговоры о формах государственного объединения с Украиной. Правительство Украинской державы не признало законности оккупации Румынией земель Бессарабии. Германия, Болгария и Турция ратифицировали договор об объединении Восточной Галиции и Северной Буковины в отдельный коронный край, но Австро-Венгрия 16 июля в одностороннем порядке разорвала этот договор, сославшись на то, что Украина не выполнила в полном объёме взятых на себя обязательств по поставке хлеба. 10 сентября Украинская держава подписала с Германией новое соглашение о поставках сельскохозяйственной продукции и сырья.

#### Крестьянские восстания. Забастовки рабочих. Политическая оппозиция

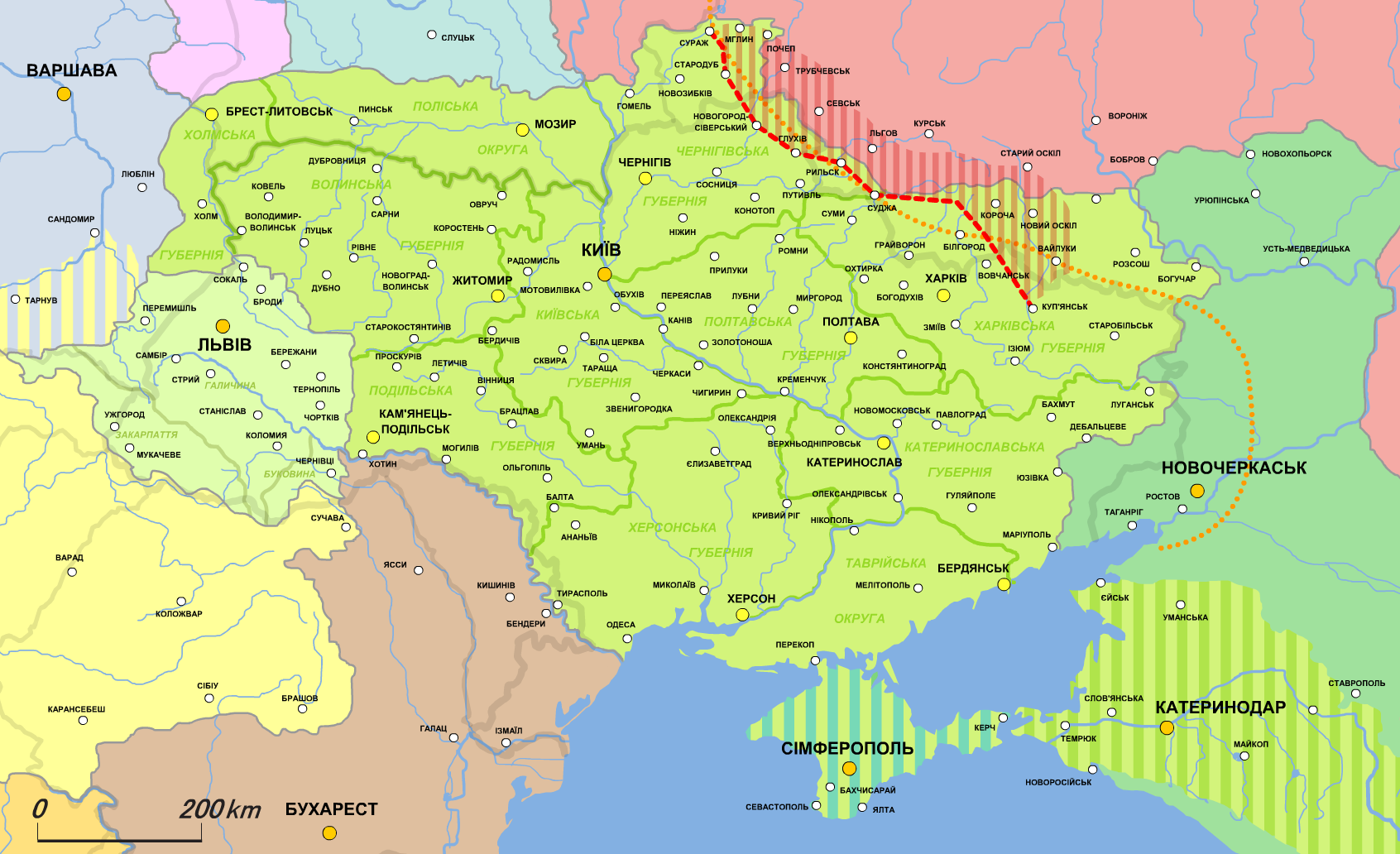
Украинская держава в мае—ноябре 1918 года
Украинская держава
Крымское краевое правительство
Кубанская народная республика
ЗУНР (19.X.1918)
Всевеликое Войско Донское
Белорусская народная республика
Литовская Республика (1918—1940)
Польская Республика (1918—1939)
Австро-Венгрия
Королевство Румыния
Королевство Сербия
Советская Россия

Напряжённая ситуация после государственного переворота сложилась в сельской местности. Контрреволюционные настроения в землевладельческих кругах, политика консервативного правительства привели к массовому движению помещиков за возмещение убытков, нанесённых их хозяйствам во время революции. Это движение вылилось в карательные экспедиции против крестьянства. Помещики создавали собственные отряды или обращались за помощью к оккупационным войскам. Крестьяне отвечали восстаниями. 3 июня левые эсеры подняли восстания в Звенигородском и Таращанском уездах Киевщины. В середине июня крестьянские вооружённые выступления прокатились по северным районам Черниговщины. В июне — августе крестьянское восстание охватило Лубенский, Староконстантиновский и Кременецкий уезды Волынской губернии, в середине августа — значительную часть территории Подольской губернии. На Екатеринославщине осенью начали действовать крестьянские повстанческие отряды под предводительством Н. Махно.
Летом в стране большой размах набрало забастовочное движение. Забастовка железнодорожников охватила около 200 тысяч рабочих и служащих. По примеру железнодорожников в борьбу втягивались рабочие других отраслей, в первую очередь металлисты.
В этой ситуации гетману Скоропадскому пришлось искать компромисс с оппозицией. По совету немцев он попытался привлечь в правительство представителей украинской демократии. Переговоры с ними вёл Д. Дорошенко, однако продолжительное время эти переговоры были безрезультатными. Гетмана привлекала национально-государственная часть программы демократических партий, но настораживал их социальный радикализм.
В начале августа украинские политические партии и общественные организации на базе Украинского национально-государственного союза создали Украинский национальный союз. УНС провозгласил своей целью образование суверенного демократического Украинского государства парламентского типа, а тактической линией — создание единого национально-демократического фронта. Главным препятствием на пути сближения гетмана и УНС стало гетманское правительство, значительную часть которого составляли члены кадетской партии, которые продолжали отстаивать консервативные позиции. УНС согласился признать гетмана главой государства, но требовал создания нового правительства при своём участии и избрания на Всеукраинском конгрессе Государственной рады с функциями высшей законодательной власти.
Несмотря на давление консервативных сил, состав правительства был изменён. 24 октября Ф. Лизогуб сформировал новый состав правительства, в которое вошли представители УНС П. Стебницкий, А. Вязлов, М. Славинский, А. Лотоцкий, В. Леонтович.

#### Крах режима Скоропадского

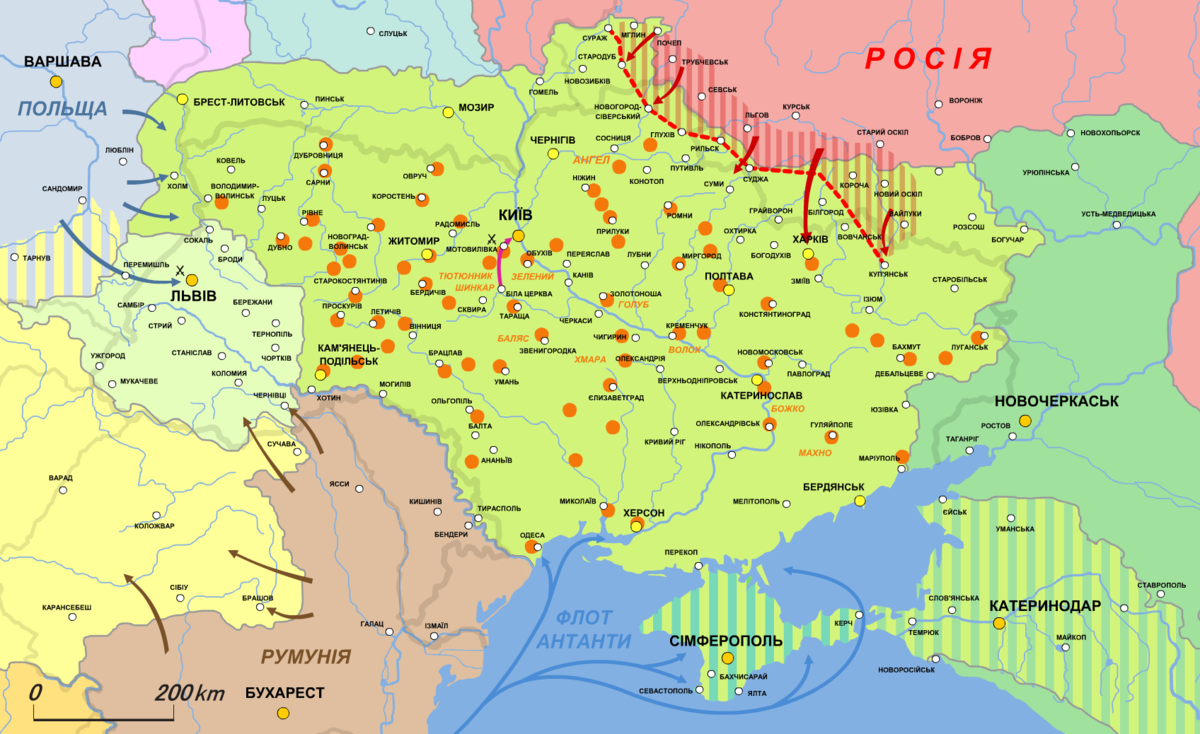
Украинская держава в ноябре—декабре 1918 года
Антиправительственные восстания
Поход Директории в Киев
Наступление поляков на Холмщину и ЗУНР
Наступление большевиков на Восточную Украину
Наступление румын на Буковину

В конце октября Украинский национальный союз по инициативе партии хлеборобов-демократов назначил на 17 ноября открытие Национального конгресса, в повестке дня которого оказались вопросы международного положения Украины, легитимности власти гетмана, экономической политики. Вопрос о разрешении проведения конгресса рассмотрела Рада Министров. Голоса в правительстве разделились почти поровну: 7 министров (представители Национального союза) голосовали за проведение конгресса, 8 высказались против. Тогда 5 министров-представителей УНС подали в отставку. Гетман отправил в отставку всё правительство.
К середине ноября Центральные державы потерпели поражение в Первой мировой войне. Победившая Антанта не признавала независимость Украины и активно помогала Белому движению. Хрупкий компромисс между властью и оппозицией в Украинской державе был разрушен. В таких условиях Скоропадский 14 ноября издал грамоту «Ко всем украинским гражданам», в которой говорилось о федерации Украинской державы с небольшевистской Россией. В тот же день гетман утвердил новый состав правительства во главе с С. Гербелем.
13 ноября на заседании Украинского национального союза было сформировано Директорию в составе В. Винниченко (председатель), С. Петлюры, Ф. Швеца, А. Макаренко и П. Андриевского. На объявление гетманом нового государственного курса УНС объявил о восстании против власти гетмана. В Киеве с 14 ноября начал работу Украинский революционный комитет, перед которым стояла задача объединить все демократические профсоюзы, готовить городское восстание. Немецкие войска, которые после Ноябрьской революции в Германии находились в состоянии разложения, по соглашению, подписанному 17 ноября между представителями Большого немецкого солдатского совета и Директорией, придерживались нейтралитета в конфликте. 14 декабря гетман отрёкся от власти. В тот же день в Киев вступили войска Директории. До середины декабря войска Директории заняли всю территорию Украины, кроме восточного Донбасса и городов Приазовья.

### Директория УНР
26 декабря Директория назначила правительство Украинской Народной Республики, в состав которого вошли представители всех политических партий, объединившихся в УНС. Возглавил правительство социал-демократ В. Чеховский. В тот же день Директория издала свою программную декларацию, в которой говорилось о том, что Директория становится временным, хотя и верховным органом революционного времени, который, получив власть от народа, народу её и передаст на Конгрессе трудового народа Украины, а также о том, что власть в УНР должна принадлежать только «классам работающим — рабочим и крестьянству».
В начале декабря началась интервенция войск Антанты. 2 декабря в Одессе появился первый французский военный корабль, а 15 декабря началась высадка 15-тысячного контингента англо-французских войск. 18 декабря белогвардейские отряды при поддержке французских войск вступили в бой с украинским гарнизоном в Одессе и заставили его покинуть город. В январе 1919 года войска Антанты вступили в Николаев.
С интервенцией войск Антанты на северных и северо-восточных границах УНР появились большевистские войска. Под предлогом оказания помощи рабочим и крестьянам, которые восстали против гетмана, они развернули наступление в двух направлениях: Ворожба — Сумы — Харьков и Гомель — Чернигов — Киев. 24 декабря наркомат иностранных дел РСФСР сообщил в прессе, что в связи с аннулированием СНК РСФСР Брестского мирного соглашения от 3 марта советская Россия больше не признает Украину суверенным государством. Однако объявить об открытом наступлении войск на Украину большевики не решились, а действовали через созданное в Курске в конце ноября 1918 года марионеточное Временное рабоче-крестьянское правительство Украины. 16 января Директория объявила о состоянии войны между УНР и РСФСР. На северо-западных границах армия УНР вела бои с войсками только что возродившегося польского государства. На юге Украины действовали повстанческие части Н. Махно. Так, в конце декабря махновцы захватили Катеринослав, оттого в первых числах января войскам УНР пришлось выбивать повстанцев из города.
Положение УНР усугублялось потерей боеспособности армии. Так, дивизия атамана Зелёного (Д. Терпило), которая стала на советские позиции, в январе отказалась выполнять приказы высшего командования. Её примеру последовали подразделения атамана М. Григориева. Украина погружалась в анархию, которая выливалась в «атаманщину», еврейские погромы.
22 января в Киеве, на Софиевской площади, был провозглашен Акт соборности — воссоединения УНР и ЗУНР. Хоть Западноукраинская Народная Республика и превращалась в Западную область УНР, на её территории и далее функционировала своя система власти. Представители ЗУНР настояли на том, что только общее Учредительное собрание окончательно установит закон о форме включения западных земель в состав УНР.
23 января в Киеве открылся Трудовой конгресс. В тот же день Конгресс ратифицировал акты соборности. 28 января Трудовой конгресс высказался за демократический строй на Украине, подготовку закона о выборах всенародного парламента. Также Конгресс до следующей своей сессии наделил Директорию верховной властью в республике.
Тем временем большевистское Временное рабоче-крестьянское правительство Украины переехало из РСФСР в Харьков. 6 января 1919 года своим декретом оно провозгласило Украинскую Социалистическую Советскую Республику. Большевистские войска на территории Украины продвигались в двух направлениях: на юг через Харьков — Донбасс и на Киев.
В начале 1919 года к Директории и её правительству выкристаллизовалась оппозиция. В оппозицию ушли социалисты-революционеры, левые украинские эсеры, социал-демократы-независимцы. Украинская демократия оказалась разделена на отдельные лагеря, которые противоречили друг другу в вопросах социально-экономической ориентации УНР. Одни видели её демократической правовой республикой, другие находились под влиянием социалистических идей.

#### Ориентация на Антанту. Продолжение войны на несколько фронтов. Перемирие с Польшей. Внутренние разногласия
2 февраля ввиду наступления большевиков Директория перебралась в Винницу. 6 февраля С. Остапенко от имени Директории добивался признания Антантой суверенитета Украины, помощи в борьбе с большевиками и допуска делегации УНР к участию в работе Парижской мирной конференции. Начальник штаба французских войск полковник А. Фрейденберг потребовал реорганизации Директории и правительства, считая их «большевистскими». 9 февраля ЦК УСДРП отозвал из правительства и Директории своих представителей. В. Винниченко объявил о своем выходе из Директории. 13 февраля Директория назначила новый состав Рады народных министров. Её возглавил в то время беспартийный С. Остапенко.
Тем временем под влиянием большевистской агитации, направленной, в частности, на ликвидацию частной собственности на землю и её уравнительный раздел, на Украине быстро распространялись просоветские настроения. Они охватили и армию УНР. Так, 21 марта в Вапнярке командование Юго-Западного фронта, отрезанного от остальных армий УНР, создало революционный комитет, который заявил о своем переходе на советскую платформу. За несколько месяцев войны с большевиками и поляками вооруженные силы УНР сократилась с более 100 тысяч до 30 тысяч бойцов.

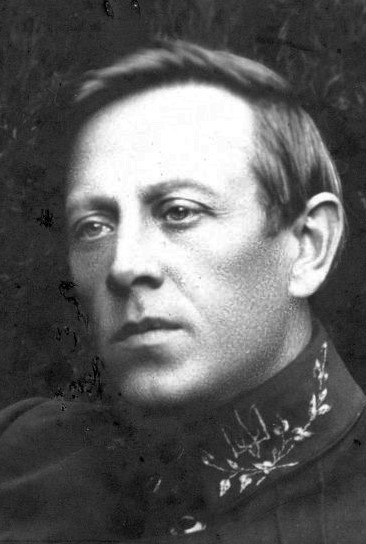
Симон Петлюра

В марте войска Антанты под давлением повстанческих частей атамана Григориева и большевистских частей покинули Херсон и Николаев, а в начале апреля — Одессу. 9 апреля члены Директории С. Петлюра и А. Макаренко санкционировали формирование нового (опять социалистического) правительства УНР во главе с Б. Мартосом. 12 апреля правительство Мартоса объявило свою «программную декларацию». В ней говорилось о том, что суверенной жизни украинского народа мешают два врага: «польское панство» и «российское коммунистическое большевистское войско». Новое правительство УНР призвало все украинские политические и социальные силы встать на борьбу за свободную и независимую Украину. Назначение Мартоса привело к противостоянию в самой УНР. Члены Директории П. Андриевский и Е. Петрушевич были недовольны новым правительством. А командующий Волынской группы армии УНР В. Оскилко, разделяющий взгляды Андриевского, 29 апреля предпринял попытку осуществить в УНР государственный переворот: арестовав членов правительства, он объявил себя главным атаманом армии УНР. Мятеж не удался. 9 мая С. Петлюра был избран председателем Директории, а 13 мая на совещании с правительством П. Андриевский был выведен из её состава. 9 июня в Проскурове атаман П. Болбочан попытался завладеть Запорожским корпусом и с его помощью совершить мятеж против Петлюры. На следующий день Болбочан был арестован, а 28 июня расстрелян.
Весной развернулось антикоммунистическое движение селян, разъяренных политикой «военного коммунизма». В марте антибольшевистское восстание поднял атаман Зелёный. 1 апреля 1919 правительство УССР объявило его «вне закона». Через несколько дней большевики объявили «вне закона» атаманов Соколовского, Гончара, Орловского. Количество антикоммунистических выступлений селян росла. В апреле, по данным органов НКВД, их было более 90. Сначала восстания развернулись в Киевской, Черниговской и Полтавской губерниях, а затем охватили всю ту территорию Украины, которую контролировали большевики. Летом большое антибольшевистское восстание поднял Григориев.
14 мая польская армия генерала Ю. Галлера, сформированная во Франции для борьбы с большевиками, развернула наступление в северо-западной Волыни против войск УНР. Директория и правительство УНР с остатками армии вынуждены были отступить на территорию ЗУНР (ЗОУНР). В мае—июне командованию удалось реорганизовать армию УНР по регулярному принципу. В начале июня армия УНР перешла в контрнаступление на большевистские войска и достигла линии Староконстантинов — Проскуров — Каменец-Подольский. 6 июня правительство УНР вернулось на свою территорию. Местом его резиденции стал Каменец-Подольский.
20 июня военная делегация УНР во главе с генералом С. Дельвигом подписала во Львове временный договор с представителями польской армии о прекращении военных действий, установления между польской и украинской армиями демаркационной линии. Директория получила возможность сосредоточить все вооруженные силы на большевистском фронте.
В июне Украинская национальная рада провозгласила Е. Петрушевича диктатором ЗОУНР, что вызвало негативную реакции со стороны Директории. 4 июля Директория издала постановление о создании в составе правительства УНР специального Министерства по делам ЗОУНР, а Е. Петрушевича вывела из состава Директории. Со своей стороны, Петрушевич не признал подписанного делегацией генерала Дельвига договора о перемирии с поляками, так как в начале июня Галицкая армия успешно начала Чертковскую операцию.
В середине июня командование Красной армии, укрепив свои подразделения в районе Проскурова, остановило армию УНР и перешло в контрнаступление. В это же время ГА, потерпев поражение от поляков, отступило на Подолье. Директория рассчитывала на около 80 тысяч воинов, из них 45 тысяч приходилось на ГА. После объединения армий развернулось успешное наступление на большевиков. В июле Красная армия, которая в это же время вела бои с белыми армиями, оставила Проскуров, Новую Ушицу, Вапнярку. В начале августа украинские части заняли Жмеринку и Винницу.
12 августа правительство УНР под давлением оппозиционно настроенных политических сил объявило о повороте в ориентации от советскости к парламентской демократии. 27 августа был сформирован новый состав Кабинета министров. Его возглавил И. Мазепа.
В это же время в Каменец-Подольский пришло письмо от лидеров повстанческого движения Григориева и Махно, которые контролировали значительные территории на юге Украины. Они выступили с требованием ликвидации Директории и «создания временной главной Рады Республики из социалистических элементов, которые стоят на почве советской власти в независимой Украинской Республике».

#### Наступление на Киев и Одессу. Война c «белыми». Партизанская борьба
В августе началось наступление войск УНР на Киев и Одессу. В то же время на территории Украины разворачивалось наступление Добровольческой армии А. Деникина. 24 августа войска УНР выбили большевиков из Фастова, Василькова и Белой Церкви. 30 августа части ГА вошли в Киев. Несколькими часами позже с левого берега в город вошли деникинские части. Генерал А. Кравс по требованию генерала Н. Бредова вывел свои войска из Киева.
Потеря столицы деморализовала Армию УНР. Бойцы самодемобилизировались, считая, что их предали высшее командование и ГА. Петлюра, отстранив Кравса и определив его под следствие, передал Киевский фронт генералу В. Сальскому. Следствие над Кравсом и обвинения галичан в предательстве настраивали командование ГА против руководства УНР.
20 сентября между командованием армии УНР и штабом Революционной повстанческой армии Украины было подписано соглашение о совместной борьбе с белыми. В случае победы над неприятелем махновцы должны были прийти к власти в автономном Запорожском районе. 24 сентября Директория объявила войну деникинцам. 26 сентября на Правобережье развернулись бои между армией УНР и белогвардейцами, которыми командовал генерал Я. Слащов. 27 сентября РПАУ разгромило несколько полков деникинской армии. В бою с махновцами потери белых составили от 5 до более 18 тысяч убитыми, ранеными и пленными. После этой победы Махно прорвал вражеский фронт и повел свою армию в большой рейд по тылам противника, надеясь захватить всю Южную Украину. В конце октября украинские армии начали терять боеспособность из-за распространения эпидемии тифа и нехватки оружия и амуниции.

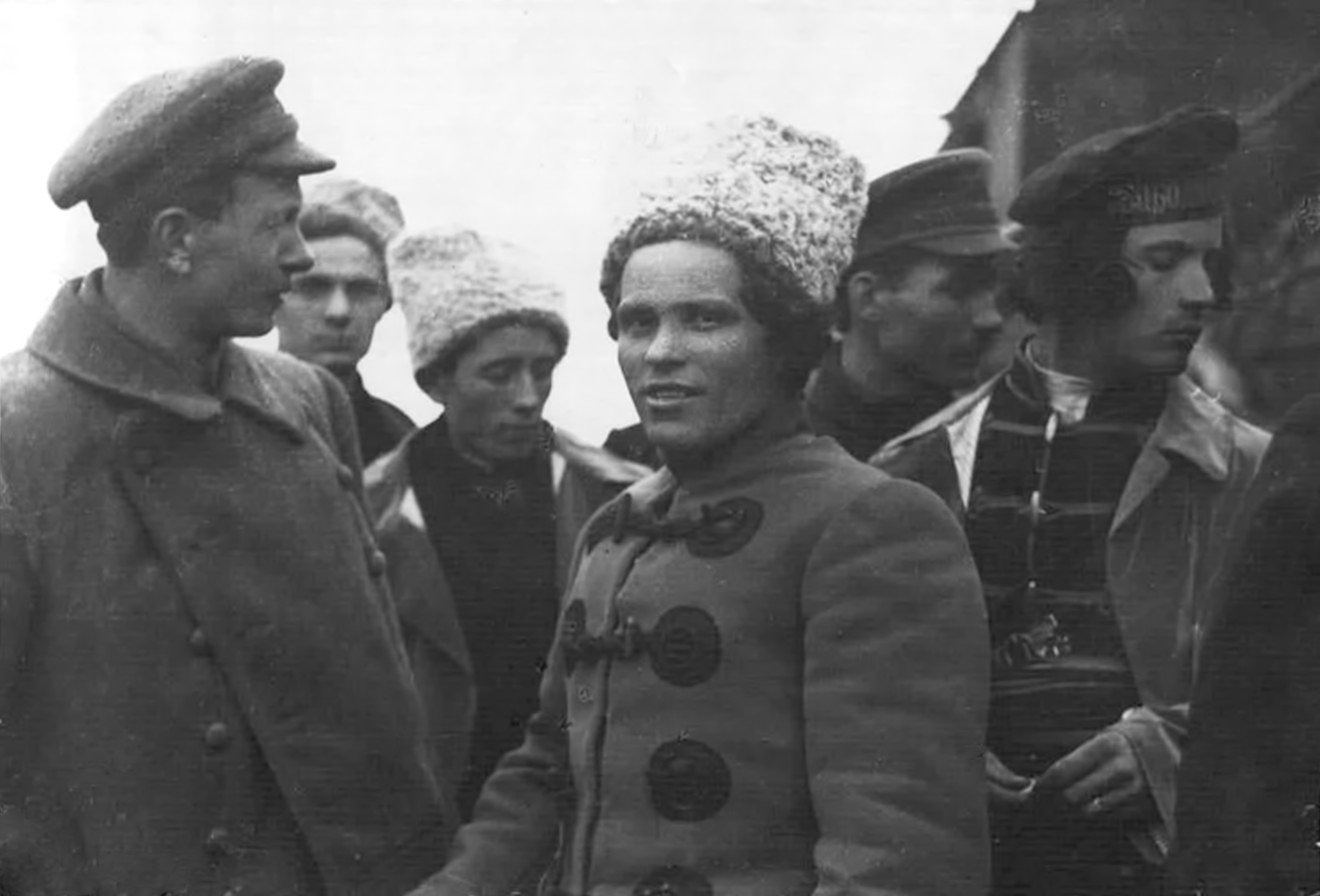
Нестор Махно c соратниками

4 ноября в Жмеринке состоялось военное совещание с участием членов Директории, высшего командования и правительства, на котором выяснилось, что командование ГА стремится заключить союз с Деникиным. 6 ноября на станции Зятковцы по указанию командующего ГА генерала М. Тарнавского было подписано перемирие между вооруженными силами юга России и ГА. Приказом диктатора ЗОУНР эта сепаратная сделка отменялась, а генерал Тарнавский предстал перед судом. Однако 16 ноября диктатор Петрушевич и правительство ЗУНР (ЗОУНР) покинули Украину, а 17 ноября в Одессе командующий ГА генерал О. Микитка подписал новое соглашение с деникинцами, по которому Галицкая армия переходила в полное распоряжение главнокомандующего Вооруженных сил юга России.
16 ноября Каменец-Подольский захватили польские войска. Петлюра, на которого возлагалось «верховное командование делами Республики», выехал в Проскуров, а члены Директории А. Макаренко и Ф. Швец отправились за границу. 2 декабря на совещании в Чертории Петлюра с членами правительства решил перейти к партизанским формам борьбы. На следующий день правительство обратилось к населению Украины с соответствующим обращением. Ещё через несколько дней Петлюра, назначив командующим армией генерала М. Омельяновича-Павленко, выехал в Варшаву. 6 декабря на совещании членов правительства с командованием в Новой Чертории было окончательно решено осуществить армией партизанский рейд по тылам Деникина.
6 декабря 5-тысячная армия в составе конницы и посаженной на повозки пехоты выступила в поход деникинскими тылами. Прорвав фронт противника между Козятином и Калиновкой, она быстрым маршем двинулась на юго-восток. За неделю оказалась в районе Липовца, а 24 декабря захватила Винницу. 31 декабря армия УНР вошла в Умань. В течение первой половины 1920 года, когда власть на Украине снова взяли большевики, армия УНР в чрезвычайно суровых условиях проводила рейды в Правобережной Украине. Этот поход армии УНР завершился 6 мая 1920 года.

#### Военный союз с Польшей. Повстанческое движение. Второй Зимний поход Армии УНР
11 марта 1920 в Варшаве возобновились украинско-польские переговоры, которые начались в конце 1919 года. 21 апреля был подписан договор между УНР и Польшей, по которому Польша признавала независимость Украины, обязывалась не заключать никаких соглашений с третьими странами, враждебными Украине, признавала за УНР право на территорию восточнее от границ Речи Посполитой 1772 года. Следовательно, УНР за признание независимости пришлось заплатить ценой территориальных уступок. К Польше отходили Восточная Галиция, Холмщина, Подляшье, частично Полесье и семь поветов Волыни.
Кроме политической конвенции, Варшавский договор содержал ещё и военную, по которой 25 апреля 1920 объединённые вооруженные силы Польши и УНР перешли в наступление на Красную армию. 6 мая польско-украинские войска овладели Киевом. 26 мая было сформировано новое правительство УНР во главе с В. Прокоповичем. На фронте тем временем шли позиционные бои, потому как поляки, добравшись до границ 1772 года, не хотели продолжать наступление. Сама армия УНР не имела для этого достаточных сил. Её общая численность едва достигла 20 тысяч бойцов, а оружия и снаряжения хватало только для половины из них.
В начале июня советское командование перегруппировало и укрепило свои силы, передислоцировав с Кавказа 1-ю Конную армию С. Буденного.
13 июня, после прорыва буденовцами фронта 1-й польской армии, армия УНР начала отступление. В сентябре возобновилось наступление польско-украинских войск. Форсировав в середине месяца Днестр, армия овладела территорией между Днестром и Збручем. 19 сентября польско-украинские войска захватили Тернополь, а 27 сентября — Проскуров.
12 октября в Риге между польской и советской сторонами была достигнута договоренность о перемирии. Тем самым Польша нарушила Варшавский договор. 21 октября армия УНР была интернирована польскими войсками. 18 марта 1921 в Риге был подписан мирный договор между Польшей, с одной стороны, РСФСР и УССР — с другой, по которому Польша в обмен на территориальные уступки, аналогичные тем, которые имели место в Варшавском соглашении, признала УССР.
Тем временем Красная армия и Повстанческая армия погромили войска генерала П. Врангеля в Крыму. Большевики в Крыму прибегли к политике террора, расстреляв десятки тысяч военных и гражданских лиц. В ноябре 1920 года большевики предали своих союзников махновцев, начав операцию по уничтожению армии Махно. После многочисленных боев с большевистскими частями «батько» в конце августа 1921 года вывел остатки своей армии в Румынию.
В 1920—1921 годах на Украине действовали многочисленные повстанческие отряды. Кроме махновской армии, крупнейшими были части во главе с Ю. Мордалевичем и И. Струком, действовавшие на Киевщине, части во главе с атаманом Блакитным (К. Пестушко), действовавшие в Центральной и Южной Украине, а также части во главе с атаманом В. Чучупаком, действовавшие в лесах Холодного Яра на Черкащине. В конце октября — ноябре 1921 года войска УНР совершили рейд по Правобережью с целью координации повстанческих действий, поднятия антибольшевистского восстания. Однако к осени 1921 года большевики репрессивными мерами уже подорвали силы повстанческого движения.

### Борьба на западе страны: Западно-Украинская Народная Республика

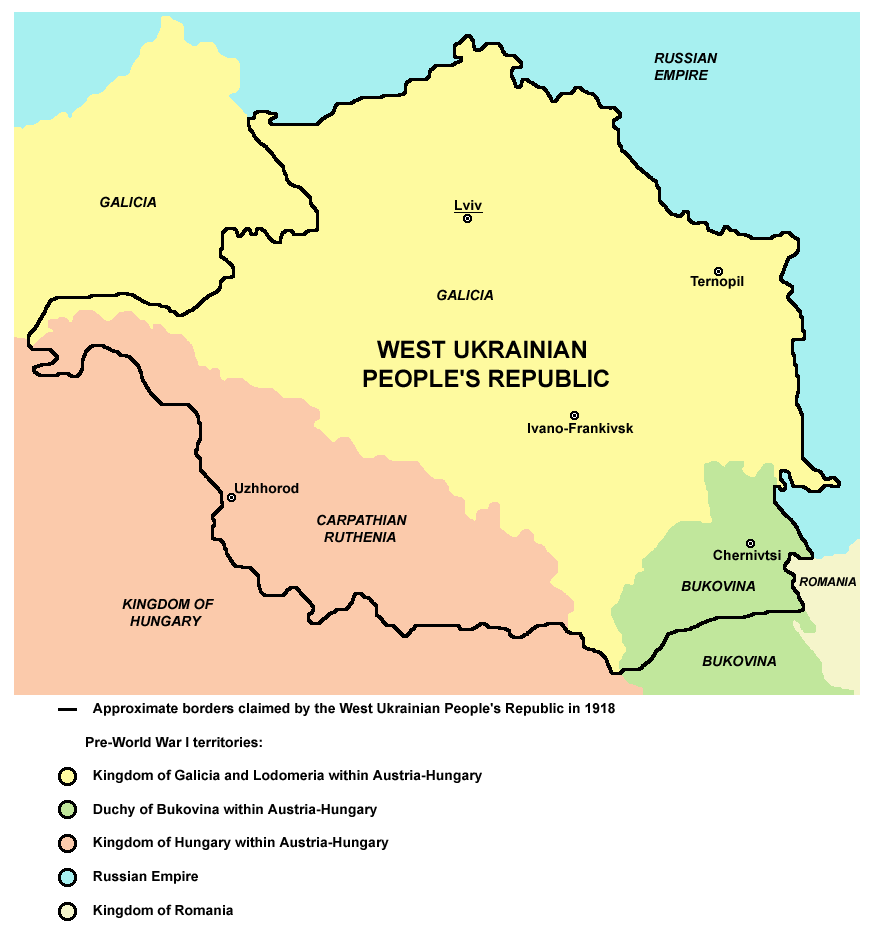
Земли, на которые претендовала ЗУНР

Осенью 1918 года приближающиеся поражение Четверного союза в Первой мировой войне активизировало национально-освободительные движения в Австро-Венгерской империи. Украинцы в сентябре 1918 года сформировали Центральный военный комитет (позднее — Украинский генеральный военный комиссариат), перед которым постала задача подготовки вооруженного выступления.

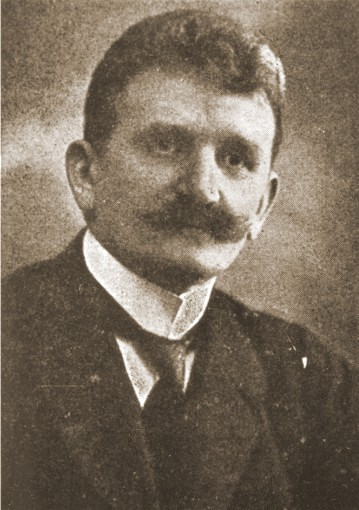
Евгений Петрушевич

В конце октября 1918 года, когда Австро-Венгерской империи оставалось существовать считанные дни, во Львове состоялось представительное собрание украинских депутатов парламента и краевых сеймов Восточной Галиции и Буковины, епископата, делегатов украинских партий. Участники собрания придерживались курса на оставление западноукраинских земель под властью Вены. 18 октября собрание избрало Украинскую Национальную Раду во главе с адвокатом Е. Петрушевичем. 19 октября УНРада своим манифестом провозгласила украинское государство на территории Восточной Галиции, Северной Буковины и Закарпатья, а также призвала национальные меньшинства направить своих представителей в УНРаду.
Тем временем польские политики готовились восстановить Речь Посполитую. Для осуществления этих планов в Кракове была создана Польская ликвидационная комиссия, которая 1 ноября должна была прибыть во Львов и с помощью польских военных организаций захватить власть в крае. Но события в регионе развернулись не по польскому сценарию.
В ночь на 1 ноября около полутора тысяч вооруженных солдат и офицеров австрийской армии украинского происхождения захватили австрийское управление провинцией, штаб австрийского военного командования, Сейм, центр города, вокзал, почту, казармы полиции и армии. Австро-венгерские войска В большинстве своем заявили о своем нейтралитете и без сопротивления сдавали оружие. Утром 1 ноября 1918 года над ратушей Львова уже развевался украинский национальный флаг. После полудня состоялось формальная передача власти от цесарского наместника УНРаде, а сама УНРада провозгласила себя «наивысшей государственной властью» в Украинском государстве. Однако Восстание во Львове удалось не в полной мере — украинцы не смогли поставить весь город под свой полный контроль. Утром 1 ноября польские политические лидеры провозгласили мобилизацию во Львове и стали готовить оборону части города. Со второй половины дня западная и юго-западная части Львова начали превращаться в опорные пункты для добровольцев-поляков. 1—2 ноября 1918 года украинские военные совершили переворот в Станиславе, Теребовли, Золочеве, Коломые, Жолкве и других городах Восточной Галиции. 3 ноября власть Украинской Национальной Рады была провозглашена Черновцах.
9 ноября УНРада сформировала Временный государственный секретариат (позднее — Рада государственных секретарей ЗУНР) во главе с К. Левицким. 13 ноября УНРада приняла «Временный основной закон о государственной самостоятельности украинских земель бывшей Австро-Венгерской монархии», который провозгласил Западноукраинскую Народною Республику на территории Восточной Галиции, Северной Буковины и Закарпатья, утвердил государственный герб (золотой лев на синем фоне) и флаг (сине-жёлтый). В тот же день были приняты законы об организации регулярного войска — Галицкой армии. 16 ноября был принят закон о временной государственной администрации, а 19 ноября — о временной организации судей и судовой власти. 22—26 ноября состоялись довыборы в УНРаду.
11 ноября украинские войска вынуждены были покинуть Перемышль. Стратегический плацдарм этого города стал базой для дальнейшего наступления польских войск на Львов. В середине ноября румынские войска захватили Северную Буковину. 22 ноября войска ЗУНР под натиском польских войск покинули Львов.
Государственный секретариат ЗУНР сначала переехал в Тернополь, а затем — в Станислав. 1 декабря в Фастове делегация ЗУНР подписала предварительный договор об объединении ЗУНР с УНР. УНРада 3 января утвердила постановление об объединении ЗУНР с УНР, а 4 января утвердила новый состав правительства ЗУНР во главе с С. Голубовичем. 22 января на Софиевской площади в Киеве состоялся акт воссоединения УНР и ЗУНР. Формально ЗУНР вошла в состав УНР как Западная область УНР. Правда, окончательное объединение государств откладывалось до проведения Учредительного собрания.
В середине января состоялся поход войск ЗУНР на Закарпатье. 21 января в городе Хусте прошло Всенародное собрание угорских украинцев, которое приняло декларацию о присоединении Закарпатья к соборной Украине. На Закарпатье также претендовала признанная Антантой Чехо-Словакия. 12 января Антанта дала своё согласие на оккупацию Закарпатья чехословацкими войсками.
В январе в Восточную Галицию прибыла миротворческая миссия Антанты во главе с генералом Ю. Бартелеми. Бартелеми предложил посредничество в урегулировании конфликта со стороны Парижской мирной конференции. Миссия навязывала враждующим сторонам свою линию раздела Восточной Галиции. 27 февраля в Ходорове состоялась встреча миссии с делегациями враждующих сторон. Переговоры проходили с участием члена Директории С. Петлюры. Петлюра предупредил западноукраинских политиков о формировании Ю. Галлером армии во Франции и пытался уговорить руководство ЗУНР (ЗОУНР) пойти на некоторые территориальные уступки для сохранения республики и обретения помощи Антанты. Но руководство ЗУНР (ЗОУНР) не согласилось с доводами Петлюры и отвергло «линию Бартелеми».
Пока в Восточной Галиции между ГА и польской армией шли позиционные бои, украинско-польский фронт стабилизировался, во Франции генерал Ю. Галлер сформировал «голубую армию» (называние по цвету мундиров). Эта армия состояла из 6 дивизий в 68—92 тысяч солдат и офицеров и формально была подчинена главнокомандующему союзных войск в Европе маршалу Ф. Фошу. Антанта, вооружившая эту армию, при передислокации её в Польшу поставила условие — использовать её только против Красной Армии. Однако Пилсудский и Галлер решили использовать «голубую армию» в наступлении против ГА и армии УНР.
В середине мая армия Галлера потеснила армию УНР на Волыни. В конце мая начался общий отход ГА к Збручу, без сопротивления наступающим, с целью сохранения остатков армии.
В мае обострилась обстановка на польско-чехословацкой и польско-немецкой границе. С галицкого фронта были сняты 1-я и 2-я дивизии Галлера. Самого Галлера Пилсудский вызвал в Краков, предложив ему стать во главе нового антинемецкого силезского фронта. 29 мая Галлер, считая, что завершение войны с украинцами — вопрос нескольких дней, передал командование галицким фронтом генералу В. Ивашкевичу. Польской армии была поставлена задача выйти к пограничной реке Збруч.
8 июня 1919 года командующим ГА вместо М. Омельяновича-Павленко был назначен генерал А. Греков. В тот же день началось общее контрнаступление ГА. 9 июня правительство С. Голубовича сложило свои полномочия, вся полнота военной и гражданской власти перешла к «уполномоченному диктатору» Е. Петрушевичу. ГА в середине июня заняла Тернополь и продвигалась далее на запад.
Антанта 25 июня дала согласие на оккупацию Польшей Восточной Галиции, а 27 июня позволила использовать против ГА армию Галлера в полном составе. Тогда же польское командование решило начать общее контрнаступление.
В сложившейся ситуации генерал Греков вынужден был отдать приказ об отходе корпусов ГА на восток к Збручу. 4 июля диктатор Петрушевич направил главе Директории УНР телеграмму, в которой говорилось о возможности перехода ГА за Збруч. В то же время Петрушевич вел переговоры с большевиками и правительством Румынии. Однако румынские власти отказались пустить ГА на свою территорию. 14 июля диктатор Петрушевич отдал приказ ГА передислоцироваться на Подолье, на территорию УНР.

## Государственные образования, военные формирования на территории Украины в 1917—1921 годах

### Украинские национально-государственные образования
- Украинская Народная Республика
- Украинская держава
- Западно-Украинская Народная Республика
- Крымская Народная Республика

### Повстанческое движение
- Повстанческая армия Украины (махновцы)
- Атаманы М. Григориев, Зелёный (Д. Терпило), Е. Ангел и другие.

 Квазигосударственные образования:
- Холодноярская Республика
- Республика Гуляй-Поле

### Советские республики
- Украинская Народная Республика Советов
- Донецко-Криворожская Советская Республика
- Одесская Советская Республика
- Советская Социалистическая Республика Тавриды
- Украинская Социалистическая Советская Республика
- Галицийская Социалистическая Советская Республика

### Белое движение
- Юг России (1919—1920)
- Добровольческая армия
- Вооружённые силы Юга России
- Русская армия Врангеля
- Отдельная Одесская стрелковая бригада Добровольческой армии Одесского района
- Войска Харьковской области ВСЮР
- Войска Новороссийской области ВСЮР
- Киевская группа войск генерала Бредова
- Войска Киевской области ВСЮР

## Украинские политические партии периода революции

### Надднепрянщина
- Украинская социал-демократическая рабочая партия
- Украинская партия социалистов-революционеров
- Украинская радикально-демократическая партия
- Украинская партия социалистов-федералистов
- Украинская демократическо-хлеборобская партия
- Украинская партия социалистов-независимцев
- Украинская народная партия
- Украинская партия левых социалистов-революционеров
- Украинская трудовая партия
- Всеукраинский союз хлеборобов-собственников
- Коммунистическая партия (большевиков) Украины (марионетка РКП (б))

### Западная Украина
- Украинская республиканская партия
- Украинская национал-демократическая партия
- Украинская социал-демократическая партия
- Христианская общественная партия

### Мемуары и публицистика
- Христюк П. Замітки і матеріали до історії Української революції: У 4-х т. — T. 1—3. — Відень, 1921; — Т. 4. — Відень — 1922.
- Винниченко В. Відродження нації (Історія української революції [марець 1917 р. — грудень 1919 р.]): У 3-х ч. — К.; Відень, 1920.
- Скоропадський П. Спогади. Кінець 1917 — грудень 1918. — К.; Філадельфія, 1995.
- Мазепа І. Україна в огні й бурі революції. — К.: Темпора, 2003.

### Научные работы по концепции
- Дорошенко Д. Історія України 1917—1923 рр.: [У 2-х т.]. — T. 1. — Ужгород, 1932; — T.2. — Ужгород, 1930.
- Солдатенко В. Ф. Українська революція. Історичний нарис. — Київ, Либідь 1999.
- Солдатенко В. Ф. Феномен украинской революции // Российская история. 2009. № 1. с. 36.
- Солдатенко В. Ф. Українська революція 1917–1920 рр.: до з’ясування контурів та параметрів історичного феномену // Гілея: науковий вісник. Історичні науки : Збірник наукових праць. — Київ, 2008. — Вып. 18. — ISSN 2076-1554.
- Солдатенко В. Ф. Украинская революция 1917—1920 гг.: к выяснению контуров и параметров исторического явления (формат Word)
- Верстюк В. Ф. Украинская революция 1917—1921 годов: концептуальные проблемы исследования (формат Word)
- Шубин А. В. Социальное и национальное в революционных событиях на территории Украины (формат Word)
- Нариси історії української революції 1917—1921 років: У 2-х кн. / В. Ф. Верстюк, В. І. Головченко, Т. С. Осташко та ін.; ред. кол.: В. А. Смолій (голова), Г. В. Боряк, В. Ф. Bерстюк та ін. — Кн. I. — К.: Наукова думка, 2011.
- Верстюк В. Українська революція: історичне значення та уроки//Україна в революційних процесах перших десятиліть ХХ століття: збірник.- К.: Інститут політичних і етнонаціональних досліджень ім. І.Ф.Кураса НАН України,2007.- С.33-43.
- Історія України / В. Ф. Верстюк та ін.; під ред. В. А. Смолія. — К.: Альтернативи, 1997.
- Fedyshyn, Oleh S. Germany’s Drive to the East and the Ukrainian Revolution 1917—1918. New Brunswick, N. J.: Rutgers University Press, 1971.
- Литвин М. Р., Науменко К. Є. Історія ЗУНР. — Львів: Інститут українознавства НАН України; ОЛІР, 1995.
- Верстюк В. Ф. Українська Центральна Рада: період становлення (укр.) // Гол ред. акад. В. Смолій. Український історичний журнал : науковий журнал. — Київ, 2007. — Вип. 2. — ISSN 0130-5247.

### Исследования и критика
- Солдатенко В. Ф. Українська революція: концепція та історіографія (1918—1920) — Київ, Пошуково-видавниче агентство книга пам’яті України, 1997. — 508 с.
- Павлишин О. Історіографія української революції 1917—1921 рр. / О.Павлишин //Українська історіографія на зламі ХХ і ХХІ століть: здобутки і проблеми /За ред. Л.Зашкільняка.
- к. и. н. Михайлов И. В. «Украинская революция» или революция на Украине? // Вестник МГИМО-Университета : Журнал. — Москва, 2010. — Т. 1. — С. 1—9. — ISSN 2071-8160.
- Михайлюк О. В. Концепція «української революції»: pro et contra (укр.) // Гуманітарний журнал. — Дніпропетровськ, 2009. — Вип. 3-4. — С. 3-19.
- Бондаренко Д. Я. Революция 1917 года и Гражданская война в современных украинских учебниках истории // Преподавание истории в школе : научный журнал. — 2009. — С. 73-76. — ISSN 0132-0696.
- Королёв Г. Украинская революция 1917–1921 гг.: мифы современников, образы и представления историографии (ru, en) // Ab imperio : международный научный журнал. — Нью-Йорк, Казань, 2011. — Вып. 4. — С. 357-374. — ISSN 2166-4072.
- Грицак Я. Й. Нарис історії України: формування модерної української нації ХІХ — ХХ ст. — К., 1996.
- John S. Reshetar Jr. The Ukrainian Revolution, 1917—1920: A Study In Nationalism. — Literary Licensing, LLC, 2011.

### Другое
- Литвин М. Р. Українсько-польська війна 1918—1919 рр. — Львів: Інститут українознавства НАНУ; Інститут Центрально-Східної Європи, 1998.
- Савченко В. А. Махно. — Харків: Фоліо, 2005.
- Савченко В. А. Двенадцать войн за Украину. — Харьков: Фолио, 2006.
- Лозовий В. С. Селянська правосвідомість у добу Української революції (1917—1921 рр.) (укр.) // Гол ред. акад. В. Смолій. Український історичний журнал : науковий журнал. — Київ, 2005. — Вип. 6. — ISSN 0130-5247.
- Пиріг Р. Я. Земельна реформа гетьмана Павла Скоропадського] (укр.) // Гол ред. акад. В. Смолій. Український історичний журнал : науковий журнал. — Київ, 2006. — Вип. 3. — ISSN 0130-5247.